# Castelfranco di Sopra
Castelfranco di Sopra är en ort och frazione i kommunen Castelfranco Piandiscò i provinsen Arezzo  i regionen Toscana i Italien. 
Castelfranco di Sopra upphörde som kommun den 1 januari 2014 och bildade med den tidigare kommunen Pian di Sco den nya kommunen Castelfranco Piandiscò. Den tidigare kommunen hade 3 055 invånare (2013).